# 台湾鉄路公司EMU900型電車
EMU900型電車は台湾鉄路管理局（現台湾鉄路公司）が2021年に投入された第6世代の通勤型電車。台鉄では初となる10両固定編成で、韓国の現代ロテムが製造する。2020年代に台鉄で投入される新車群のうち、区間車・区間快車用として調達された。

## 概要

### 調達までの経緯
台鉄捷運化や南廻線の電化工事が進行する段階で、台鉄では折りたたみ式手動ドアが残り、老朽化が進行していた莒光号客車や復興号客車を淘汰する計画だった。車両数も揃わない状況下でEMU700型（2007年-）やEMU800型（2012年-）が利用客に好評だったことから、2015年以降に策定された新車調達10ヶ年計画において最初の形式となる。2020年から2024年にかけて5段階に分けて納入され、運行間隔が間延びしている区間車の増発や莒光号を含む旧形式淘汰の役割を果たすことになる。
台鉄は2015年から2024年にかけての10ヶ年計画で旧型車両を淘汰するための新車投入計画を策定していた。区間車用の通勤型電車については当初は8連20編成160両と10連36編成360両の2種だったが、競争入札が成立せず数度入札が流れたことや中央政府の政権交代に伴い10連52編成の一括調達に統合された。この結果、一形式としてはEMU500型およびEMU800（ともに344両）を上回る通勤型電車としては台鉄最大の調達数となった。2017年末から10連52編成520両に統一したうえでの入札が公示されたが、応札したのは韓国の現代ロテム1社のみだった。
「國車國造」を標榜していたことから国内メーカーの台湾車輌も応札を志望していたものの、台鉄の急な仕様変更により短期間での設計変更に対応できず参加資格を満たせなかった。2018年3月の二次入札でも参加企業は現代ロテム1社で、結局同年5月に公示価格とほぼ一致する額で現代ロテムからの調達が決定され、6月に双方が調印した。
現代ロテムは前身の現代精工、大宇重工時代に納入したEMU500型電車、EMU600型電車、E1000型が軒並み高頻度で故障したことや、ロテムへの統合後にサポートを放棄し、台鉄でメンテナンス部品の確保が行き詰まる事態になったことで韓国企業は2004年以降台鉄での入札参加は禁じられていた（その後当形式入札公示前に和解が成立している）。
台湾がWTOに加盟し、2012年以降にGPA（政府調達協定）が発効したことから政府調達による大型入札案件ではこの縛りは無効となった。即ち中華民国交通部傘下の台鉄でも韓国勢の入札参加が事実上解禁されることになった。2015年に構内入れ替え用途の業務用ディーゼル機関車（DL2500型機関車）を調達した際は、現場や市民の不安に対し「旅客用ではないから」と弁明するほどの事態となっていた。

### 調達後、投入まで
納入スケジュールは以下のようになっていた

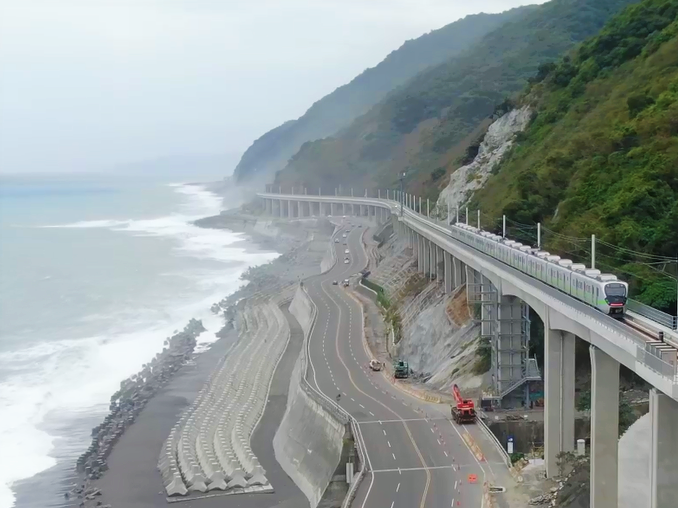
電化開業間近の南廻線での試運転（2020年12月）

1. 1次車2編成20両：調印から24ヶ月以内（2020年6月→2020年8月[2](p12)→2020年10月24日）
2. 2次車10編成100両：調印から42ヶ月以内（2021年12月→2021年10月[2](p12)）
3. 3次車12編成120両：調印から54ヶ月以内（2022年4月[2](p12)）
4. 4次車14編成140両：調印から66ヶ月以内（2022年11月[2](p12)）
5. 5次車14編成140両：調印から72ヶ月以内（2023年6月[2](p12)）

1次車については新型コロナウイルス流行の影響で引渡しが遅れ、営業運転開始が2021年初頭に延期された。
韓国から海上輸送で1次車20両が花蓮港から陸揚げされることに伴って、花蓮港駅から花蓮港の8号埠頭岸壁まで線路が新設され、R100型機関車牽引のTEMU2000型電車（普悠瑪号）が乗り入れのうえで受け入れ前の各種テストを行った。上陸当日には台湾鉄路管理局DT668号機が岸壁まで出迎え、翌日には花蓮駅で展示されることになった。同時に各種グッズの販売も発表された。テュフ・ラインランド台湾法人による第三者認証（IV&V）を経て2021年旧正月に投入される。11月3日から4日間にわたり花蓮～七堵および七堵～追分間で試運転を開始。12月8日には2週間後の電化開業を控えて各種電車の試運転中だった南廻線にも乗り入れた。
2021年1月、ドイツからの技術者が新型コロナウイルス流行の影響で入国できずブレーキ性能の最終調整で手間取っていることや、現代ロテム側の技術者も同様に訪台できなかったことで春節前の投入スケジュールを延期していた。
その後は独韓両国の技術者が訪台し試運転も順調なことから、第三者認証次第を経て、3月19日に障碍者団体の、4月1日に一般旅客の試乗（樹林～基隆）を行い、清明節連休中の4月4日に臨時列車として樹林～花蓮間での営業運転を開始した。
区間車および区間快車として主に北部で運用されているほか、2021年12月29日改正では莒光号の置き換えとして南廻線経由で彰化と台東を結ぶ区間快車に投入されたほか、2022年3月29日改正では廃止された復興号の運行区間短縮および置き換えとして北廻線や台東線でも運用を拡大している。
2023年9月15日、最後の52編成が台湾に到着。11月18日に交付式が行なわれ、全520輌が揃った。

## 仕様

### 外観

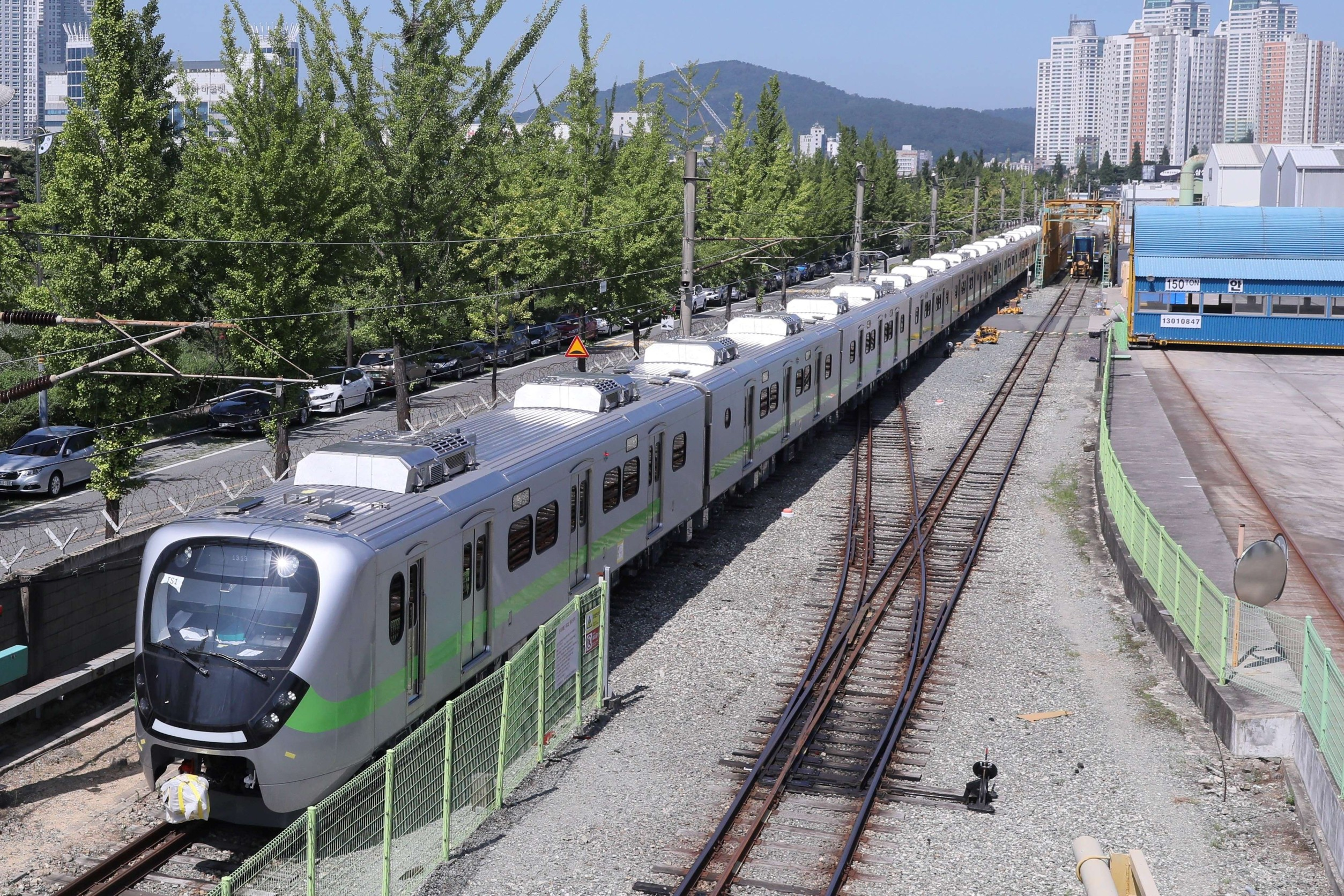
EMU900型（韓国・現代ロテムの工場にて）

TGVや韓国高速鉄道（KTX）にも携わったフランスのMBDテクノロジーズ社が意匠を手がけ、同社のフィリップ・ジョルジェル（Philippe Georgel）が担当した。前面から側面にかけての帯は台鉄の車両としては初めてライトグリーンが採用されている。

### 客室設備
前世代のEMU700型、EMU800型同様にセミクロスシート配置を踏襲しているが、それらに比べて背もたれ部分が高くなっているなど従来車より快適性を向上させている。客室内の旅客案内装置はEMU800型に、荷棚などはEMU500内装更新車と相似している。従来車に比べて故障を減らしメンテナンスを容易にするためトイレや座席など各種部品で多くの台湾国内企業が参加している。

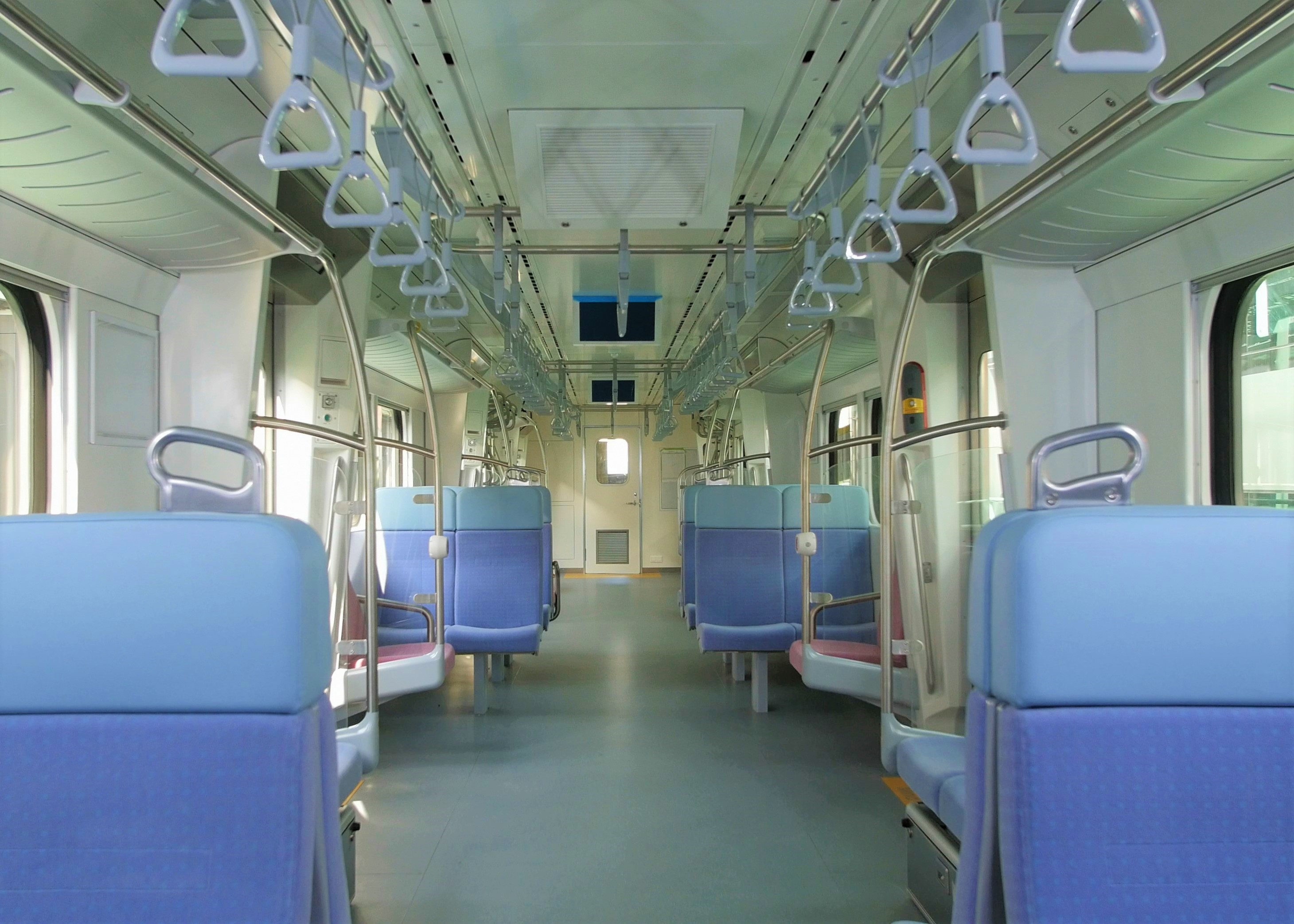
客室内座席
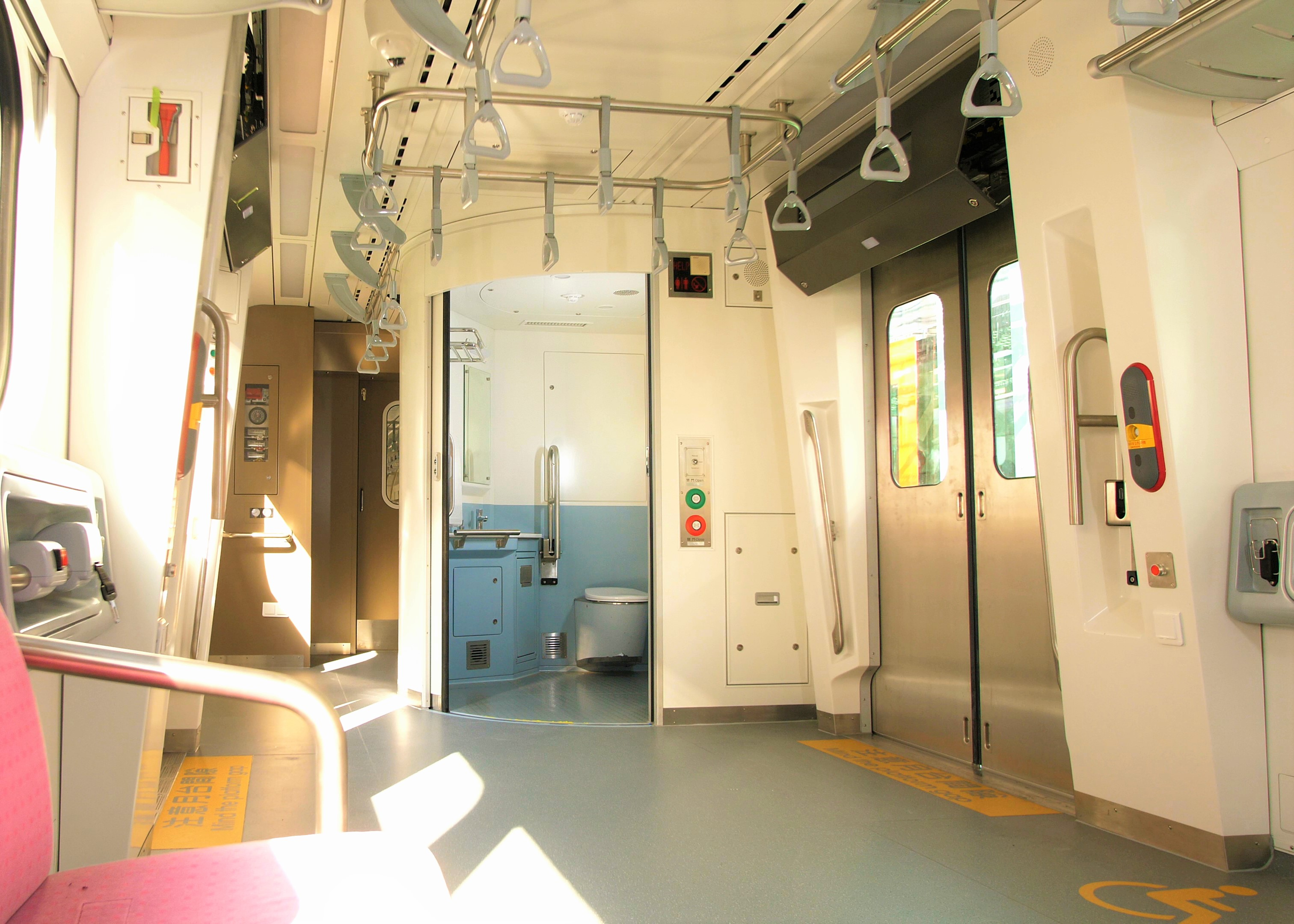
客室内ドア付近
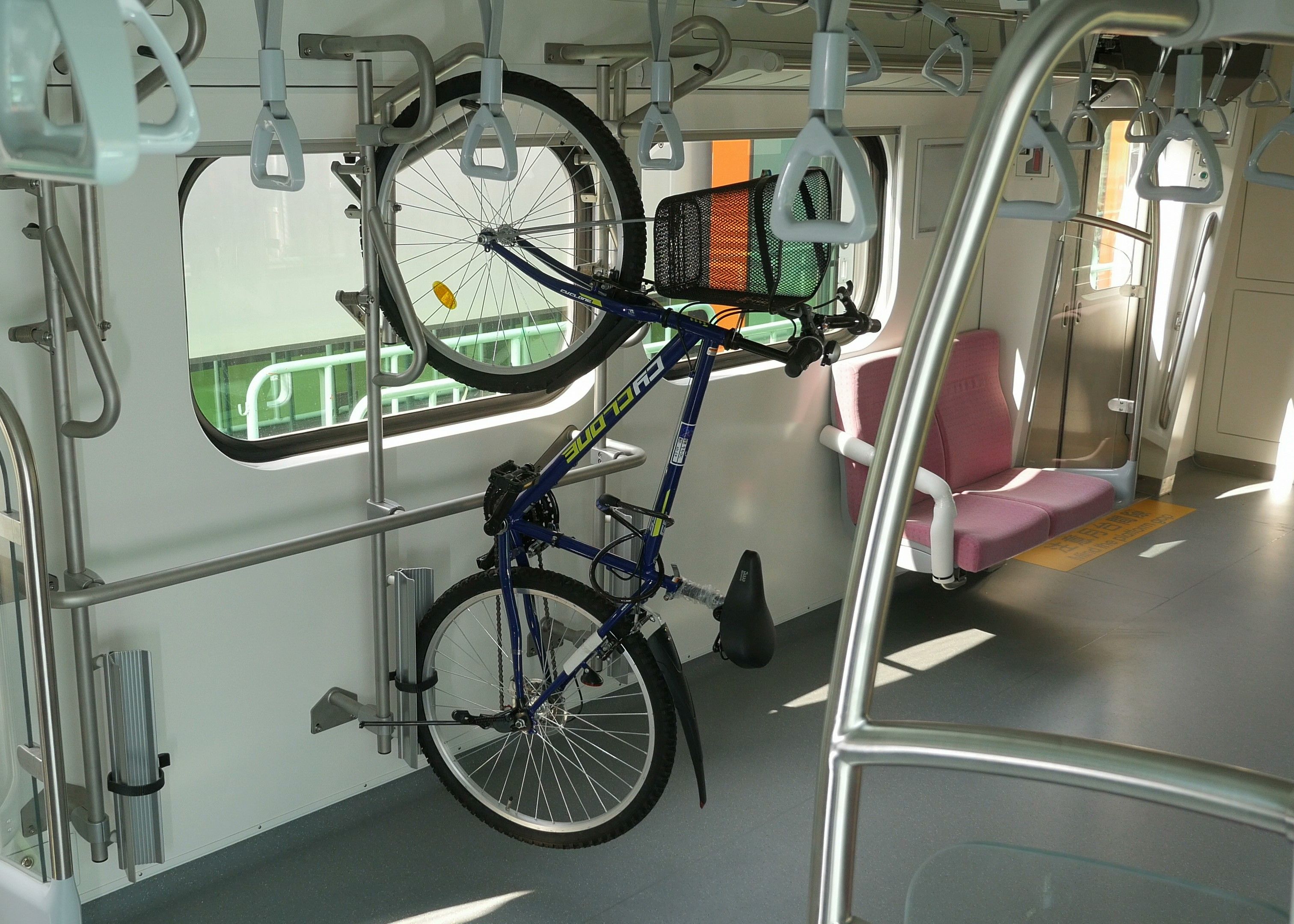
自転車固定装置（1・10号車）
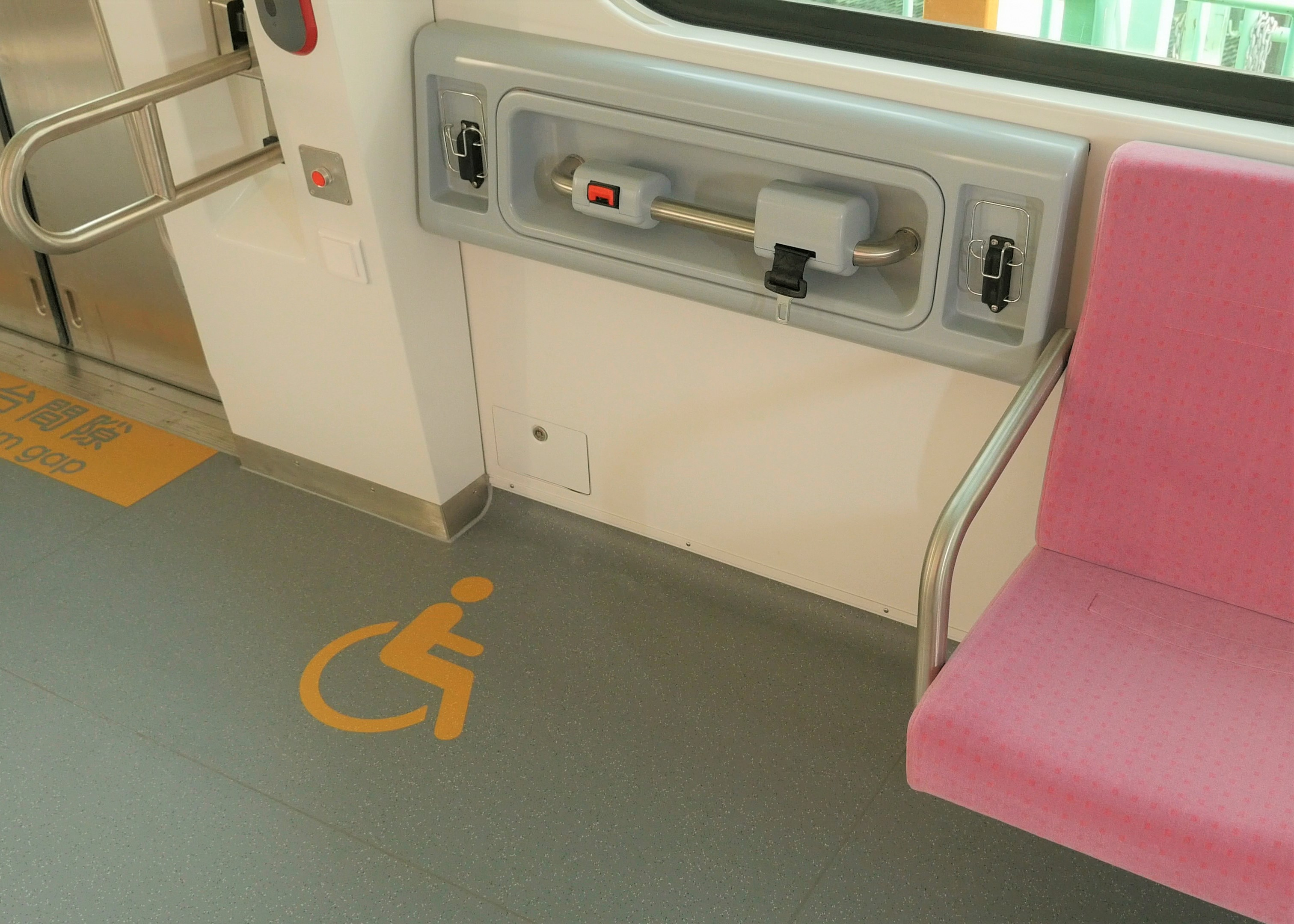
車椅子固定装置（6号車）
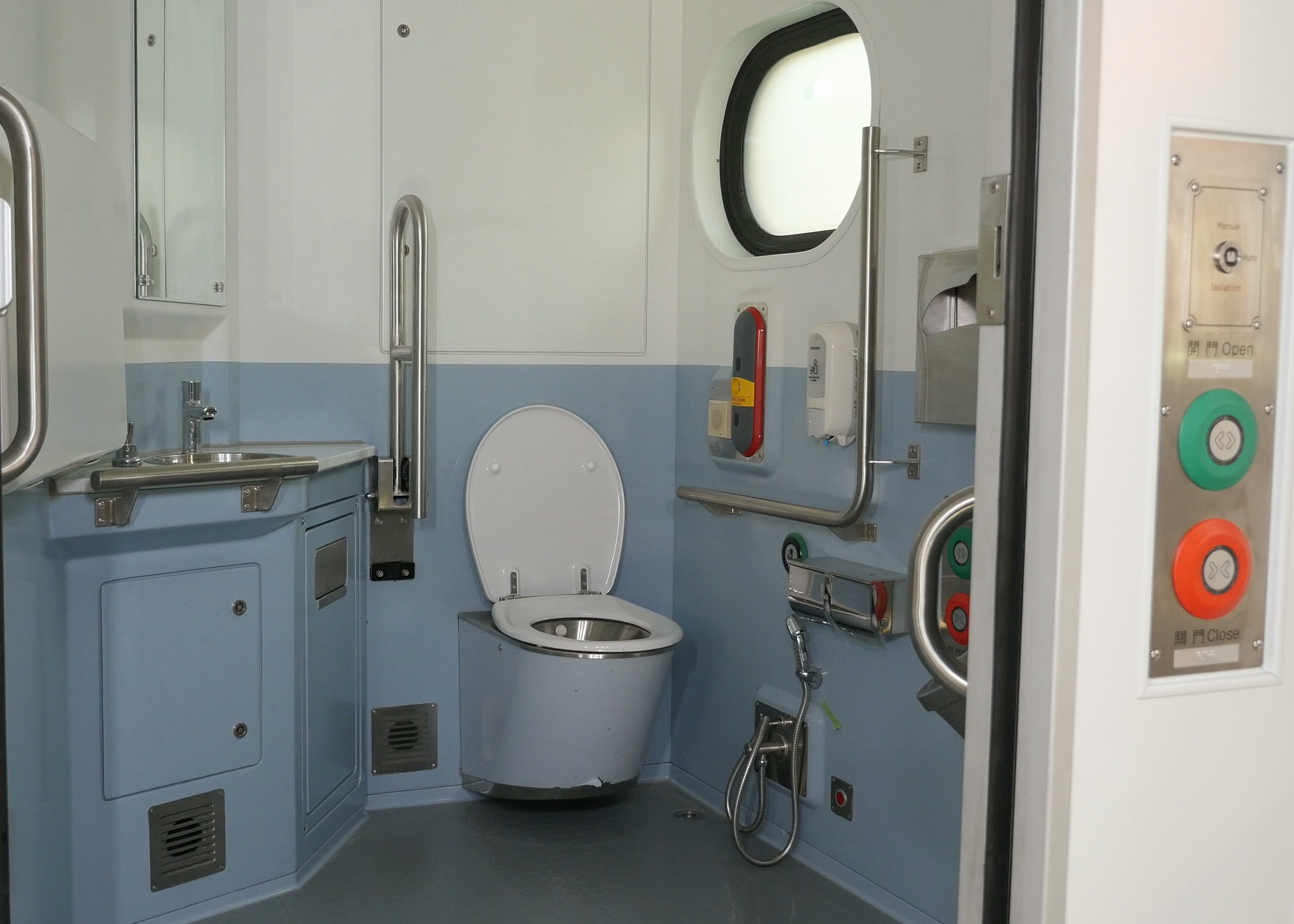
バリアフリー対応トイレ（6号車）

### 機器
先代のEMU700型やEMU800型、TEMU2000型に引き続き、東芝が制御装置を納入する。韓国製車体と東芝の組み合わせはEMU600型以来となり、EMU800型で実績のあるIGBTが採用された。台鉄での東芝機器の採用はこれらに続く5車種目となる
台車およびSIVは現代ロテム、主電動機および真空遮断器は東芝、ブレーキおよび空気圧縮機はクノールブレムゼ（ドイツ）、車軸および車輪はルッキーニ（イタリア）の多国籍分業で製造されている(p8)。

### 構成
1ユニット4両を背中合わせにした従来車の付番と異なり1編成内の10両でEP、EM、EDで連番を割り当てている。基本的な設備構成は従来車を受け継いでいるが、自転車固定装置は縦置きとなり、搭載台数が12台に増加している。トイレの配置も入札後の仕様変更により従来車の比率（2両あたり1ヶ所）を踏襲（5ヶ所）せずに3ヶ所に集約された(p13)。
|               |               | ← 逆行 高雄・潮州方面 基隆・宜蘭方面 順行 → |             |             |             |             |             |             |             |             |              |
| 号車(p13)     | 号車(p13)     | 1                                           | 2           | 3           | 4           | 5           | 6           | 7           | 8           | 9           | 10           |
| パンタグラフ  | パンタグラフ  |                                             |             | ＞          |             |             | ＜          |             | ＜          |             |              |
| 形式          | 形式          | ED9xx 1 (Tc)                                | EM9xx 1 (M) | EP9xx 1 (P) | EM9xx 2 (M) | EM9xx 3 (M) | EP9xx 2 (P) | EM9xx 4 (M) | EP9xx 3 (T) | EM9xx 5 (M) | ED9xx 2 (Tc) |
| 客室設備(p13) | 客室設備(p13) | 乗,                                         |             |             |             | 乗          | ,           |             |             |             | 乗,          |
| 構成(p13)     | 構成(p13)     | ED                                          | EMa1        | EPa         | EMa2        | Emb         | Epb         | EMa2        | Epa         | EMa1        | ED           |
| 機器配置      | 機器配置      | SIV,CP                                      | VVVF        |             | VVVF        | VVVF        |             | VVVF        |             | VVVF        | SIV,CP       |
| 編成          | 1次車(2020)   | ED901 1                                     | EM901 1     | EP901 1     | EM901 2     | EM901 3     | EP901 2     | EM901 4     | EP901 3     | EM901 5     | ED901 2      |
| 編成          | 1次車(2020)   | ED902 1                                     | EM902 1     | EP902 1     | EM902 2     | EM902 3     | EP902 2     | EM902 4     | EP902 3     | EM902 5     | ED902 2      |
| 編成          | 2次車(2021)   | ED903 1                                     | EM903 1     | EP903 1     | EM903 2     | EM903 3     | EP903 2     | EM903 4     | EP903 3     | EM903 5     | ED903 2      |
| 編成          | 2次車(2021)   | ED904 1                                     | EM904 1     | EP904 1     | EM904 2     | EM904 3     | EP904 2     | EM904 4     | EP904 3     | EM904 5     | ED904 2      |
| 編成          | 3次車(2021)   | ED905 1                                     | EM905 1     | EP905 1     | EM905 2     | EM905 3     | EP905 2     | EM905 4     | EP905 3     | EM905 5     | ED905 2      |
| 編成          | 4次車(2021)   | ED906 1                                     | EM906 1     | EP906 1     | EM906 2     | EM906 3     | EP906 2     | EM906 4     | EP906 3     | EM906 5     | ED906 2      |
| 編成          | 4次車(2021)   | ED907 1                                     | EM907 1     | EP907 1     | EM907 2     | EM907 3     | EP907 2     | EM907 4     | EP907 3     | EM907 5     | ED907 2      |
| 編成          | 5次車(2021)   | ED908 1                                     | EM908 1     | EP908 1     | EM908 2     | EM908 3     | EP908 2     | EM908 4     | EP908 3     | EM908 5     | ED908 2      |
| 編成          | 6次車(2021)   | ED909 1                                     | EM909 1     | EP909 1     | EM909 2     | EM909 3     | EP909 2     | EM909 4     | EP909 3     | EM909 5     | ED909 2      |
| 編成          | 6次車(2021)   | ED910 1                                     | EM910 1     | EP910 1     | EM910 2     | EM910 3     | EP910 2     | EM910 4     | EP910 3     | EM910 5     | ED910 2      |
| 編成          | 7次車(2021)   | ED911 1                                     | EM911 1     | EP911 1     | EM911 2     | EM911 3     | EP911 2     | EM911 4     | EP911 3     | EM911 5     | ED911 2      |
| 編成          | 8次車(2021)   | ED912 1                                     | EM912 1     | EP912 1     | EM912 2     | EM912 3     | EP912 2     | EM912 4     | EP912 3     | EM912 5     | ED912 2      |
| 編成          | 9次車(2021)   | ED913 1                                     | EM913 1     | EP913 1     | EM913 2     | EM913 3     | EP913 2     | EM913 4     | EP913 3     | EM913 5     | ED913 2      |
| 編成          | 9次車(2021)   | ED914 1                                     | EM914 1     | EP914 1     | EM914 2     | EM914 3     | EP914 2     | EM914 4     | EP914 3     | EM914 5     | ED914 2      |
| 編成          | 9次車(2021)   | ED915 1                                     | EM915 1     | EP915 1     | EM915 2     | EM915 3     | EP915 2     | EM915 4     | EP915 3     | EM915 5     | ED915 2      |
| 編成          | 10次車(2022)  | ED916 1                                     | EM916 1     | EP916 1     | EM916 2     | EM916 3     | EP916 2     | EM916 4     | EP916 3     | EM916 5     | ED916 2      |
| 編成          | 11次車(2022)  | ED917 1                                     | EM917 1     | EP917 1     | EM917 2     | EM917 3     | EP917 2     | EM917 4     | EP917 3     | EM917 5     | ED917 2      |
| 編成          | 11次車(2022)  | ED918 1                                     | EM918 1     | EP918 1     | EM918 2     | EM918 3     | EP918 2     | EM918 4     | EP918 3     | EM918 5     | ED918 2      |
| 編成          | 11次車(2022)  | ED919 1                                     | EM919 1     | EP919 1     | EM919 2     | EM919 3     | EP919 2     | EM919 4     | EP919 3     | EM919 5     | ED919 2      |
| 編成          | 11次車(2022)  | ED920 1                                     | EM920 1     | EP920 1     | EM920 2     | EM920 3     | EP920 2     | EM920 4     | EP920 3     | EM920 5     | ED920 2      |

範例
- VVVF：主制御器（VVVFインバータ装置）
- Rc：コンバータ装置
- Mtr：主変圧器
- VCB：真空遮断器
- SIV：静止形インバータ
- CP：空気圧縮機
- 乗：列車長及び乗務員室
- ：便所
- ：バリアフリー施設（座席及び便所）
- ：自転車搭載設備

#### 編成図

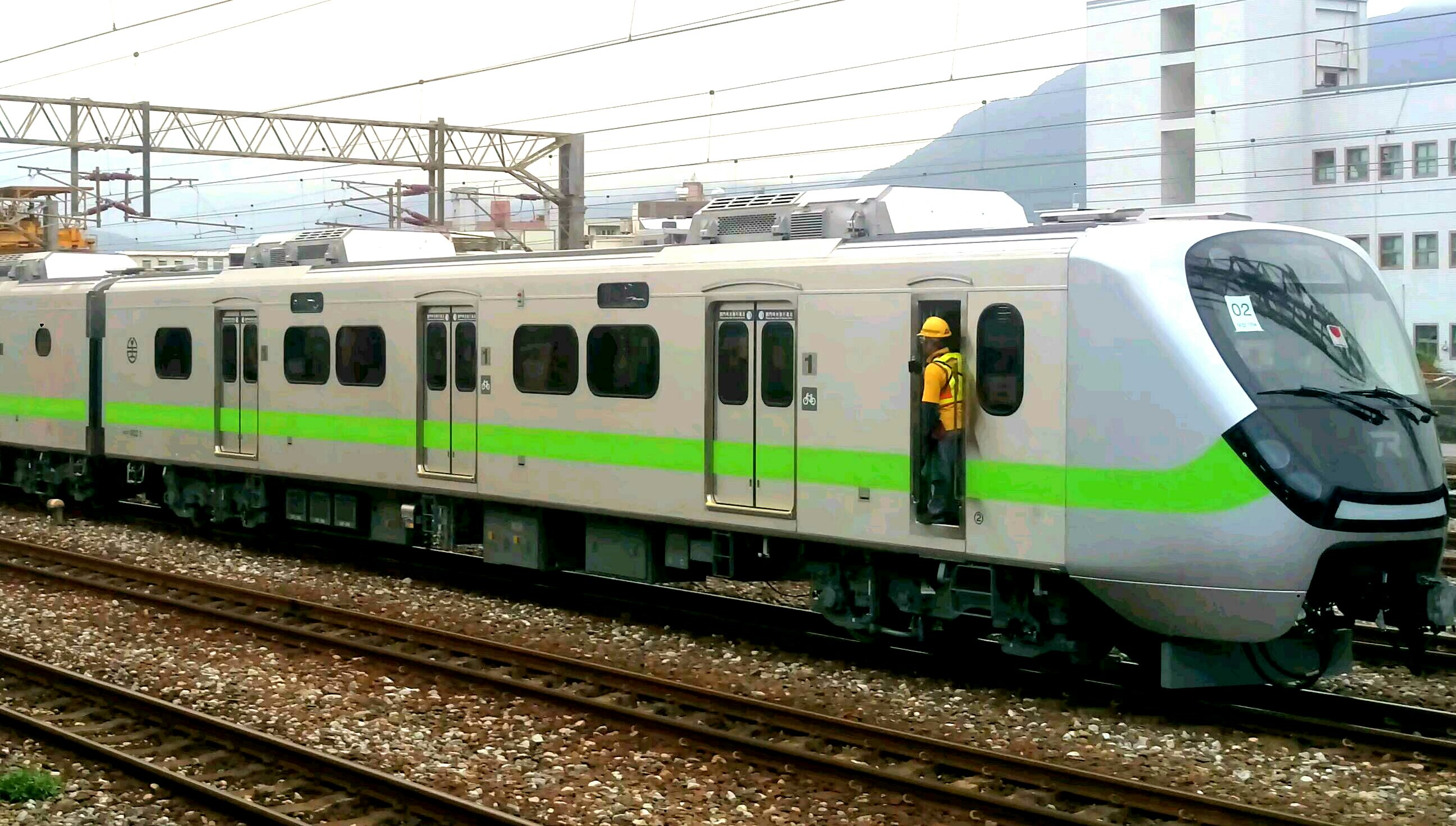
40ED900 1 （1号車）
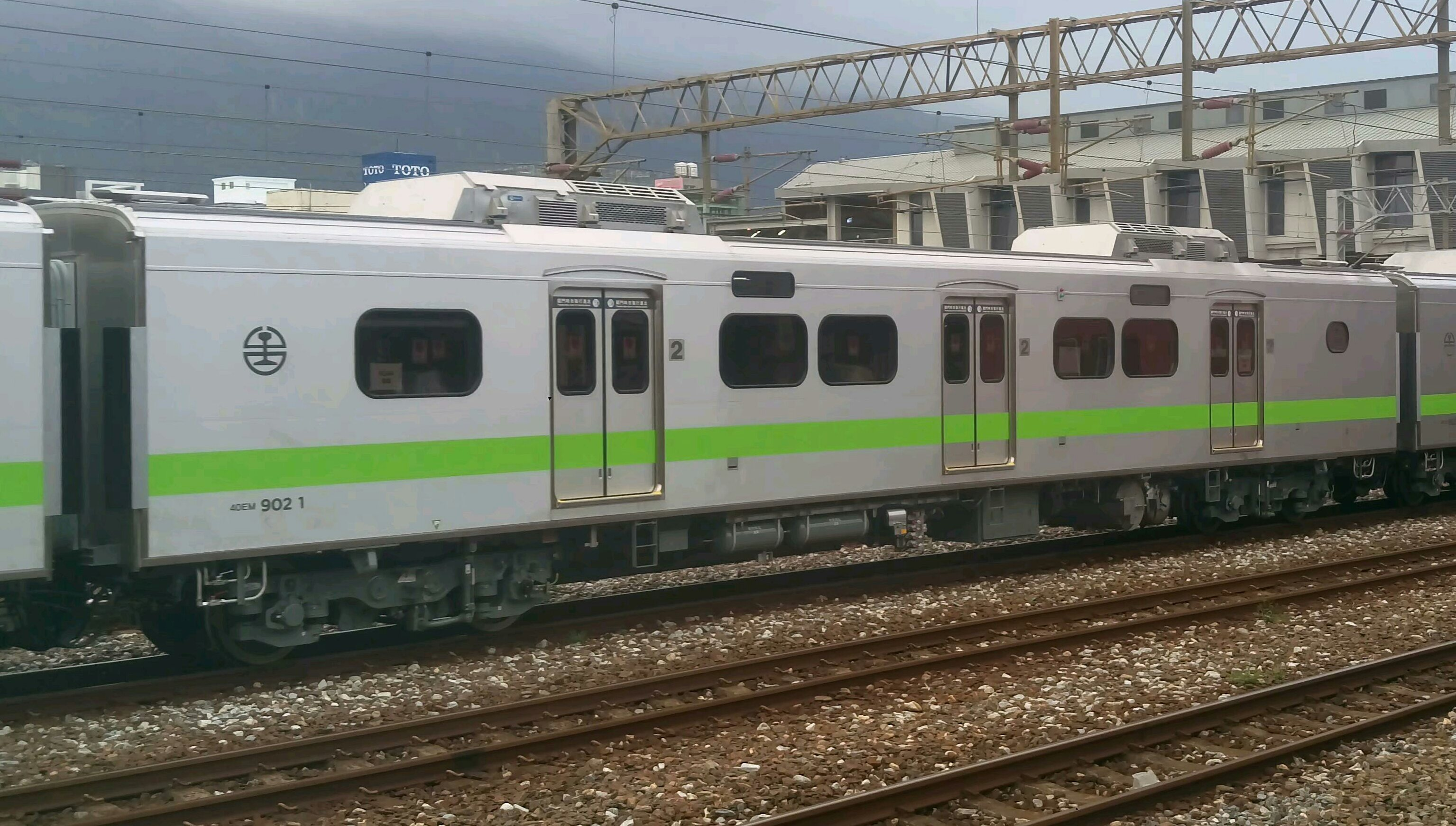
40EM900 1 （2号車）
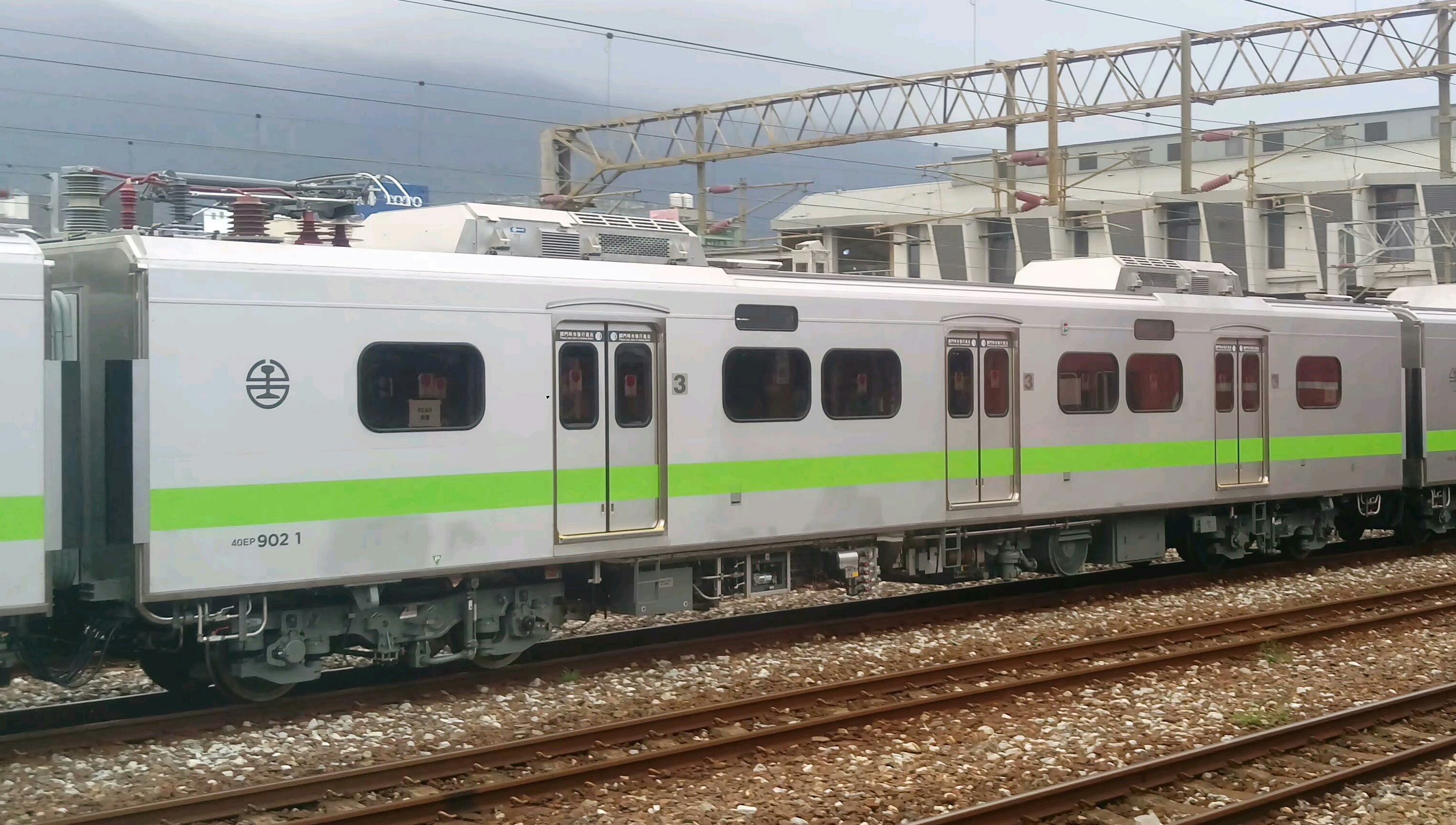
40EP900 1 （3号車）
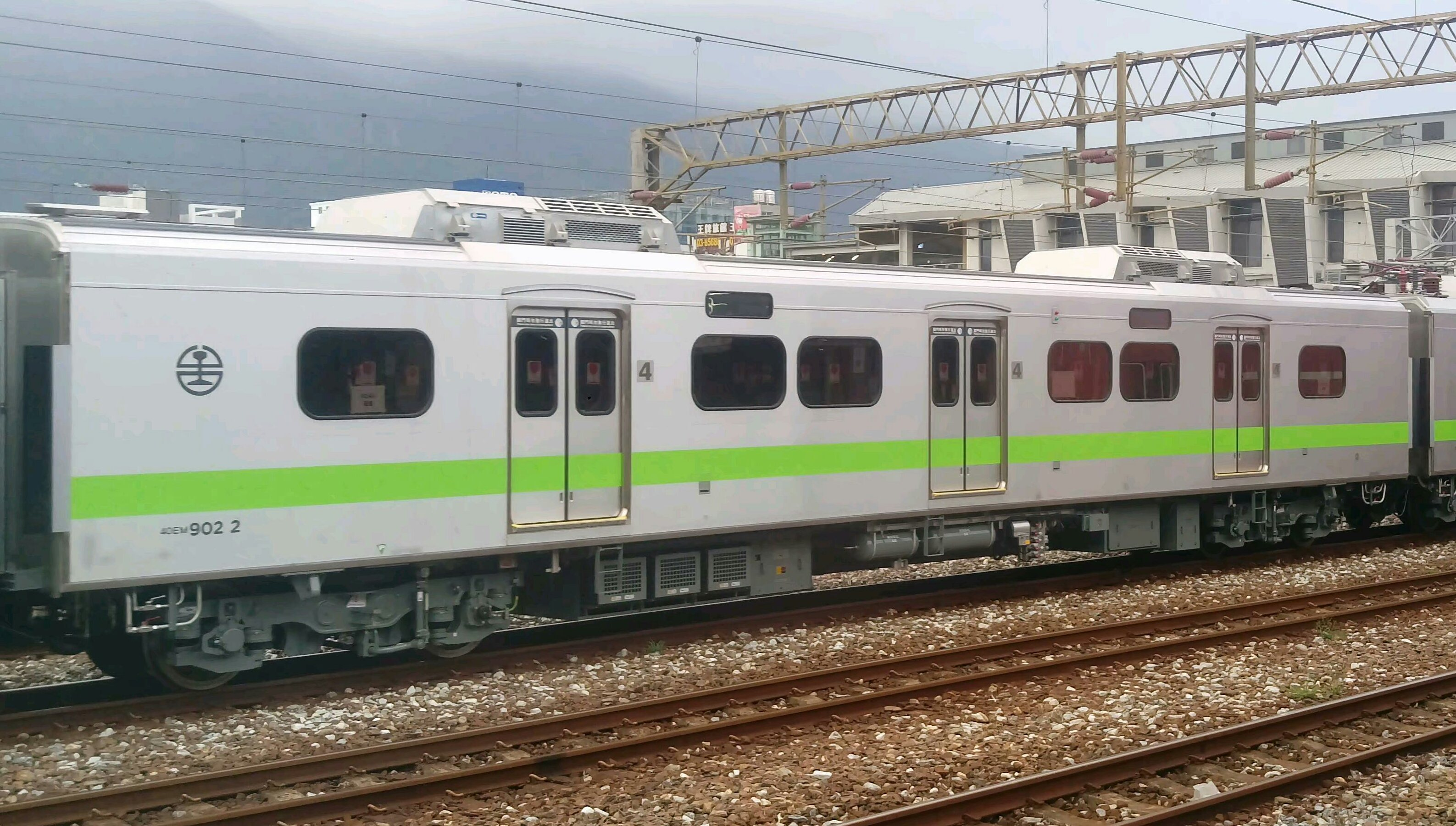
40EM900 2 （4号車）
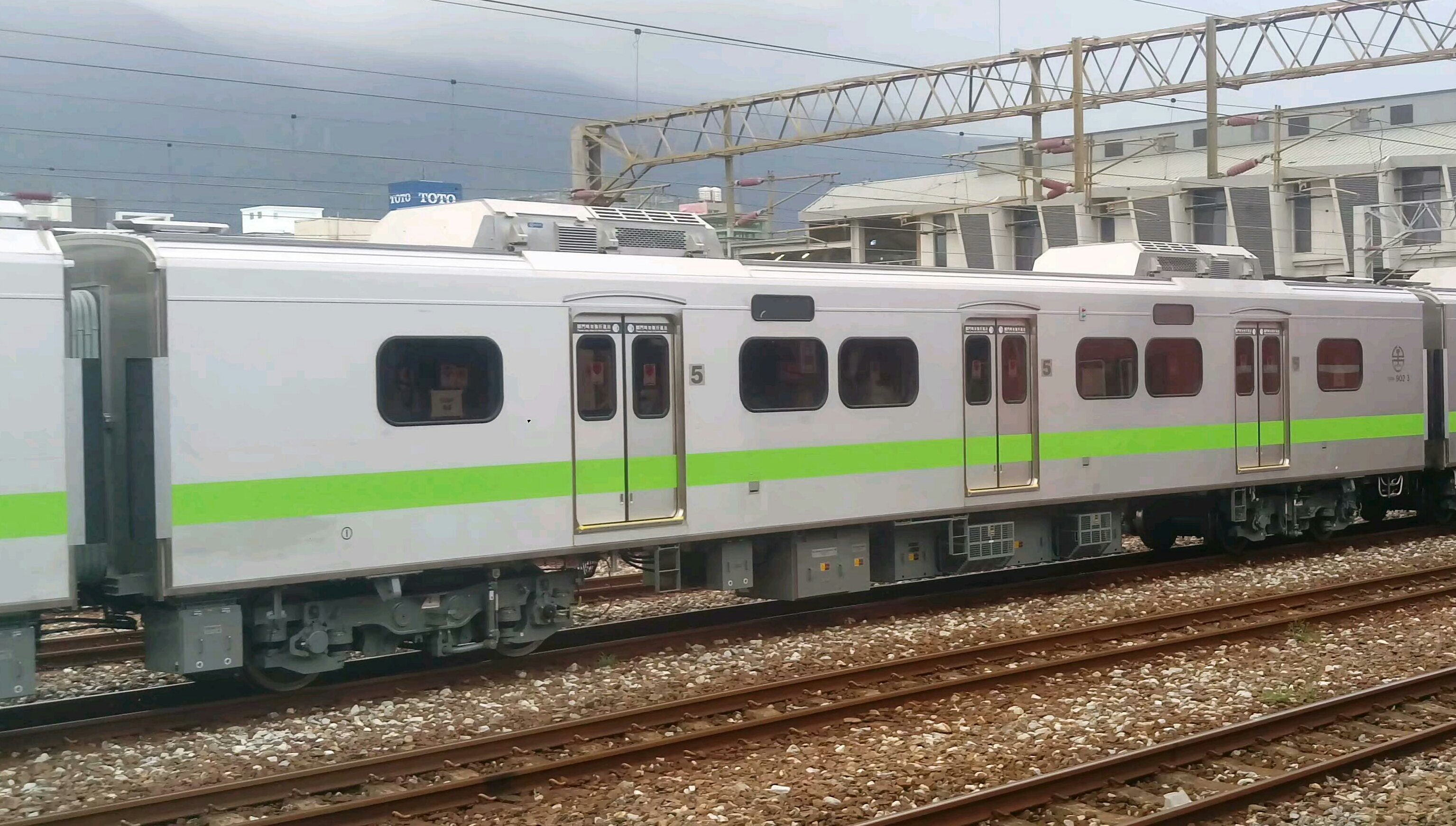
35EM900 3 （5号車）
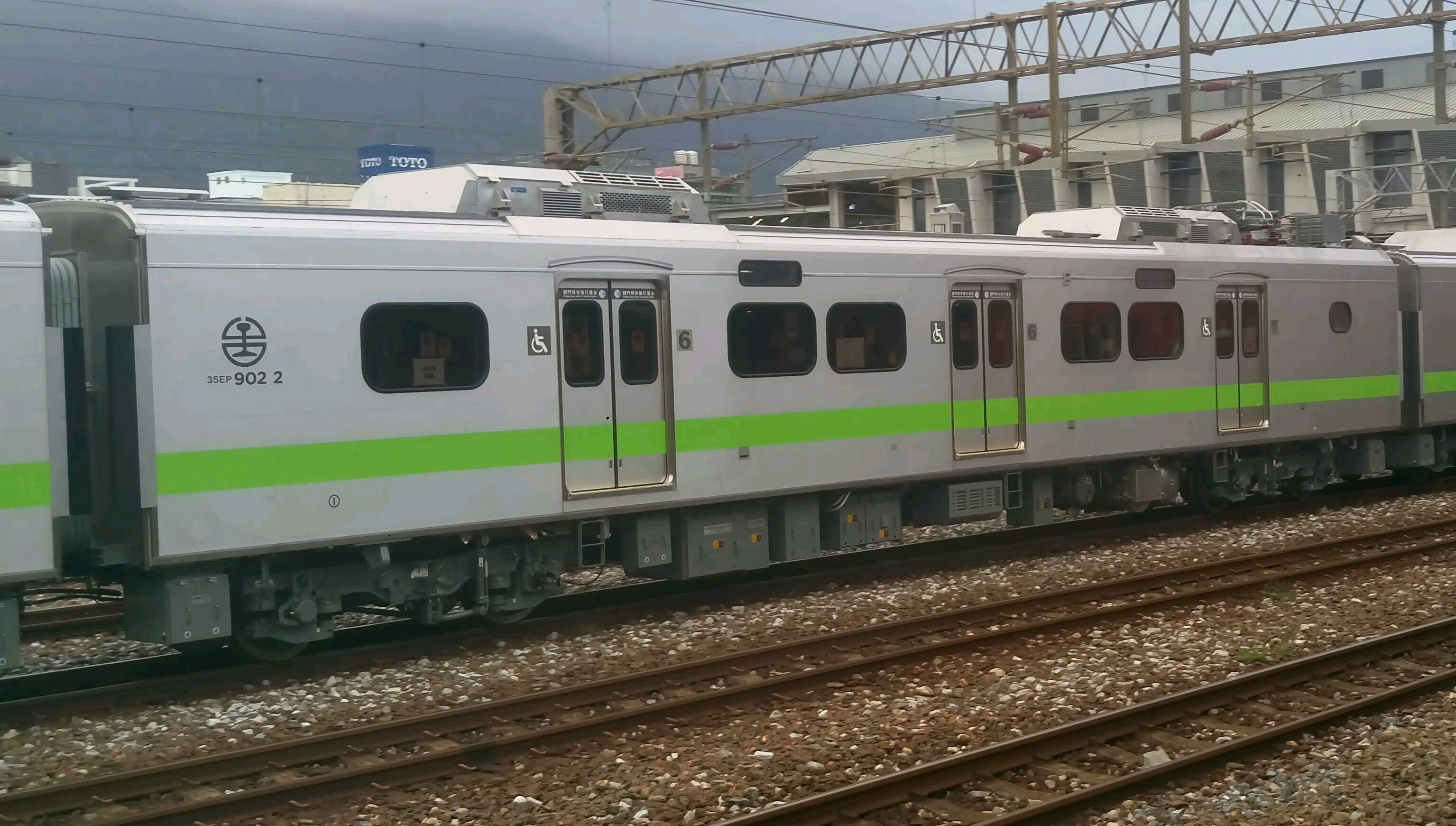
35EP900 2 （6号車）
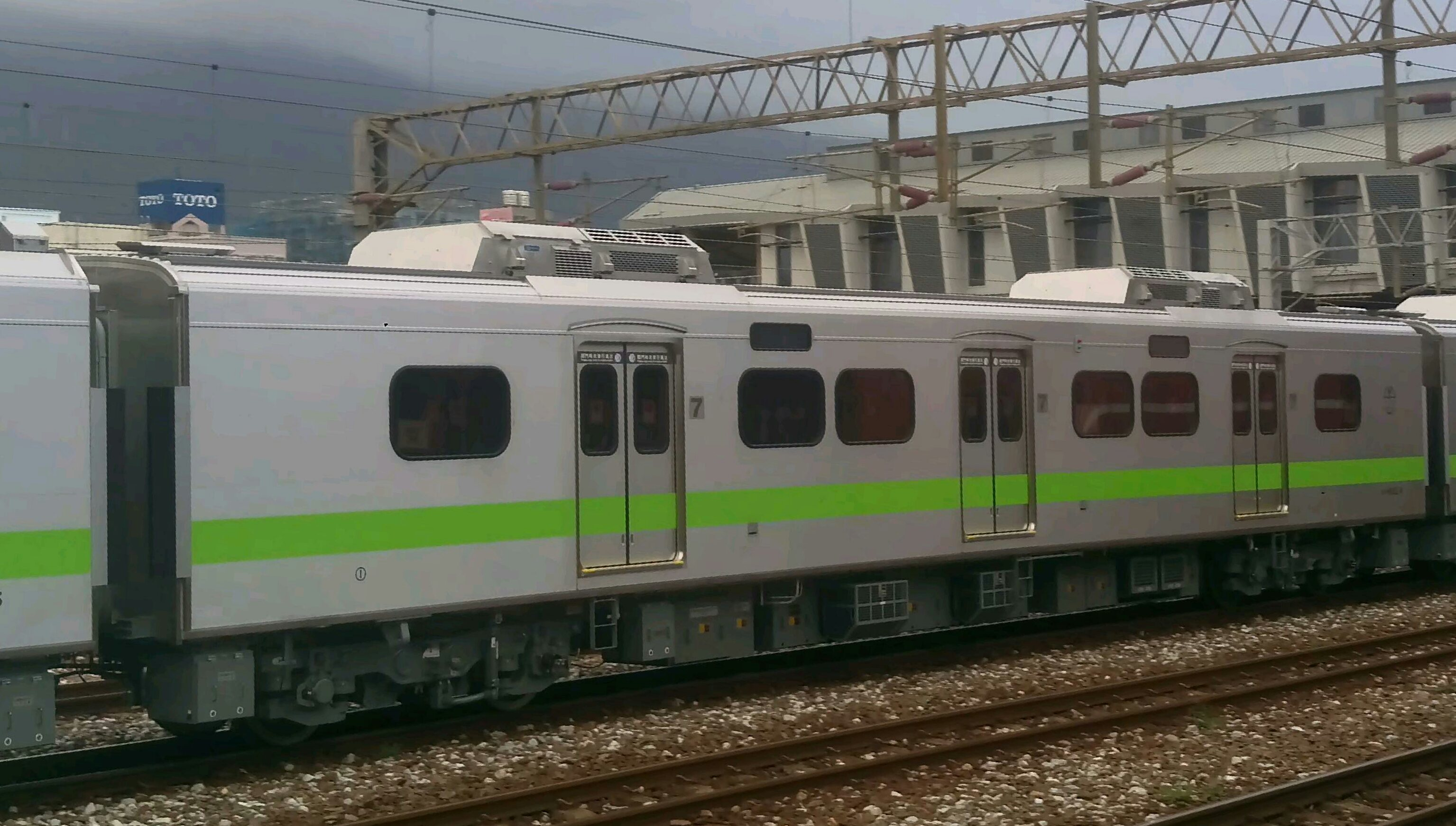
40EM900 4 （7号車）
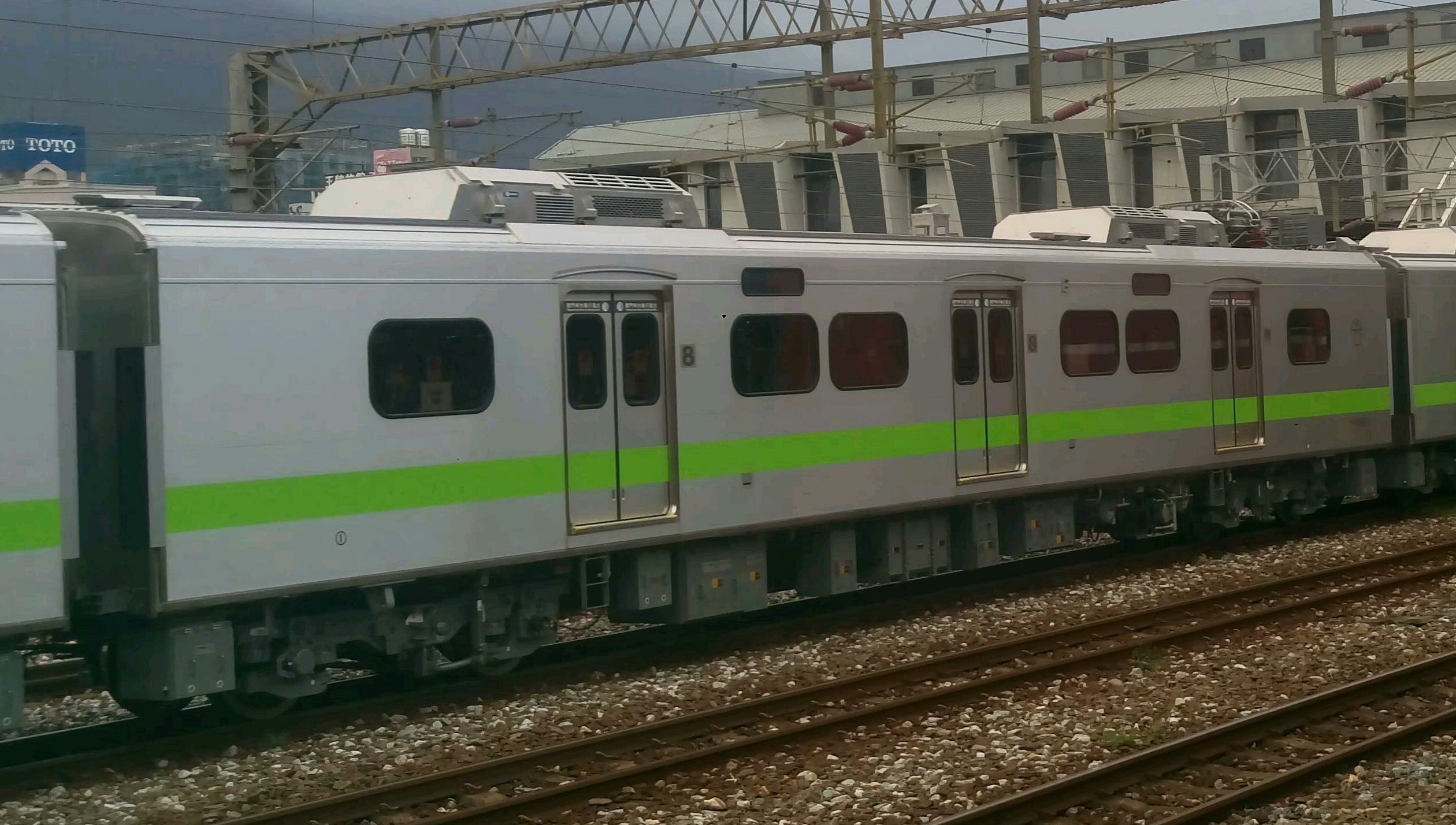
40EP900 3 （8号車）
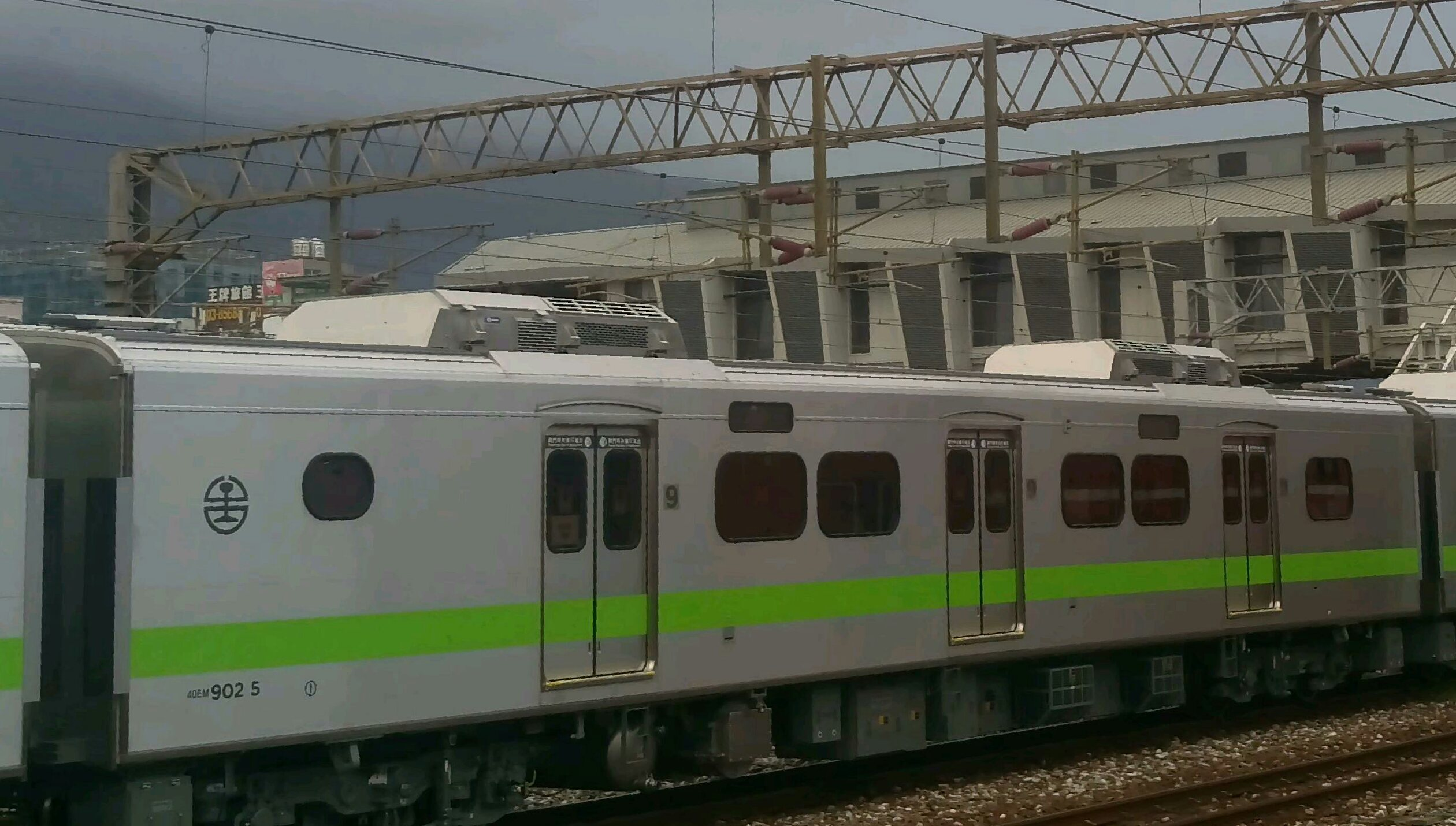
40EM900 5 （9号車）
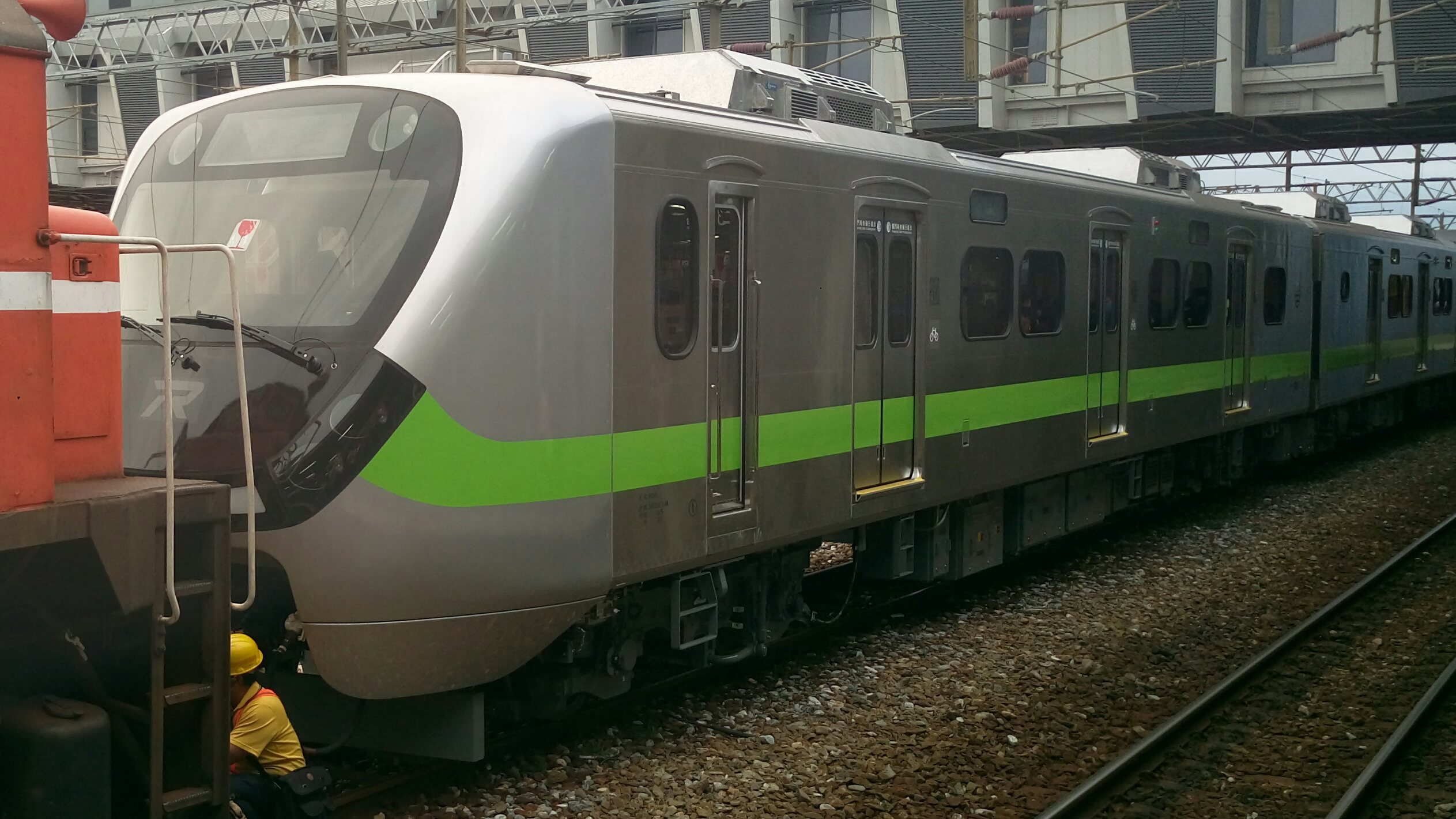
40ED900 2 （10号車）

## 争議

### 台湾車輌排除
本形式の入札時において台湾車輌董事長の蔡煌瑯は、国内生産実績のある自社が排除されたことに対して前瞻基礎建設計画での「國車國造」の理念に反すると不満を表明したが、台鉄側は技術的問題として、他社のノックダウン生産の実績は多いが完成車の設計実績に乏しい同社単独では不適格と判断している。過去の入札では主に日本勢との協業で現地生産を担当していたが、今回は日本勢が最初から不参加だった。

### ホーム延伸工事追加
10両固定編成への仕様一本化が直前だったことで、2010年代に地下化および高架化された対号列車（優等列車）が停車しない高雄市と屏東県の縦貫線・屏東線各駅では新設駅も含めてホームの有効長が対応しておらず、2021年までにホーム延伸の追加工事が必要となった。

### トラブル・不具合

#### 投入前
本線試運転の初日だった11月3日、パンタグラフの上昇圧力の設定ミスによる破損不具合が発生したためEMU901編成の試運転を中断した。この不具合がなかった902編成からパンタグラフを移植して2日後に試運転を再開した。
同月末には手摺の溶接不良やLED旅客案内装置の地名誤植、ドアの凹凸、座席のガタつきなどが立法院でも問題視された。入札では安全保障上の観点から中国企業が排除されているにもかかわらずドア部品や空調などが中国製だったことも判明し、入札規定で中国の車両メーカーを除外することは可能だが、他国の受注企業に対する個々の部品の産地制限は不十分で、台鉄側も『主要部品は中国製ではない』と釈明に追われた。同時期に投入されていた台中捷運の電車でも同様の産地問題が発生（台中捷運中運量電車#トラブル）している。
台鉄によるとEMU900のブレーキ性能は要求を満たしているものの、宜蘭線普悠瑪号脱線事故以降の安全性向上策の一環として、国家運輸安全調査委員会（運安会）の指導によりEMU700/800などの従来車と減速度や乗務員の取扱方法を極力揃えることが必要となり、これらの最終調整にブレーキを納入したクノールブレムゼと完成車メーカーのロテムの2社の技術者の来台が必要だった、としている。これを踏まえて他形式との連結を伴う救援訓練中だった2月2日、富岡車両基地内の曲線軌道上でEMU800型との連結に失敗し、先頭車同士の衝突事故が発生。運転台の窓ガラスとFRP製の連結器カバーが損傷した。

#### 投入後
2021年6月1日、電力系統の信号フィードバック異常による故障発生。
2021年12月28日、元立法委員の黄国昌は、同年5月から11月にかけて同系列の車輌5編成（EMU901-905）において、水漏れ、コンプレッサーやブレーキのトラブル､など計684件の故障が発生し、そのうち安全運行に影響する可能性があった故障は177件あったとフェイスブックで指摘した。この指摘に対して台鉄は、同日（12月28日）、「指摘のあった684件の問題について、台鉄の検査員と第三者機関による独立検証および妥当性確認（IV＆V）で確認された車両製造上の瑕疵であり、故障ではない」と説明した。翌12月29日には､瑕疵ではなく欠陥であったと釈明する文書を発表した。
2022年4月、車両間に設置されている転落防止幌の脱落が少なくとも2件、変形が30件発生していることが明らかになった。台鉄は、保証期間内であるためメーカー側による無償交換となること、固定器具の全面交換は翌月末までに完了するとして沈静化を図った。